# Dylan & the Dead
Dylan & the Dead är ett livealbum av Bob Dylan och Grateful Dead, utgivet 1989. Inspelningarna är gjorda under deras gemensamma turné under 1987. Till skillnad mot själva turnén innehåller albumet dock endast Dylan-låtar, och alltså inget av Grateful Deads material.
Albumet nådde 37:e plats på Billboardlistan i USA och 38:e på den brittiska albumlistan.

## Låtlista
Låtarna skrivna av Bob Dylan, där inget annat namn anges.
1. "Slow Train" - 4:54
2. "I Want You" - 3:59
3. "Gotta Serve Somebody" - 5:42
4. "Queen Jane Approximately" - 6:30
5. "Joey" (Bob Dylan, Jacques Levy) - 9:10
6. "All Along the Watchtower" - 6:17
7. "Knockin' on Heaven's Door" - 6:35